# Pseudomeloe parvus
Pseudomeloe parvus là một loài bọ cánh cứng trong họ Meloidae. Loài này được Solier in Gay miêu tả khoa học năm 1851.